# Troféu Teresa Herrera 1996

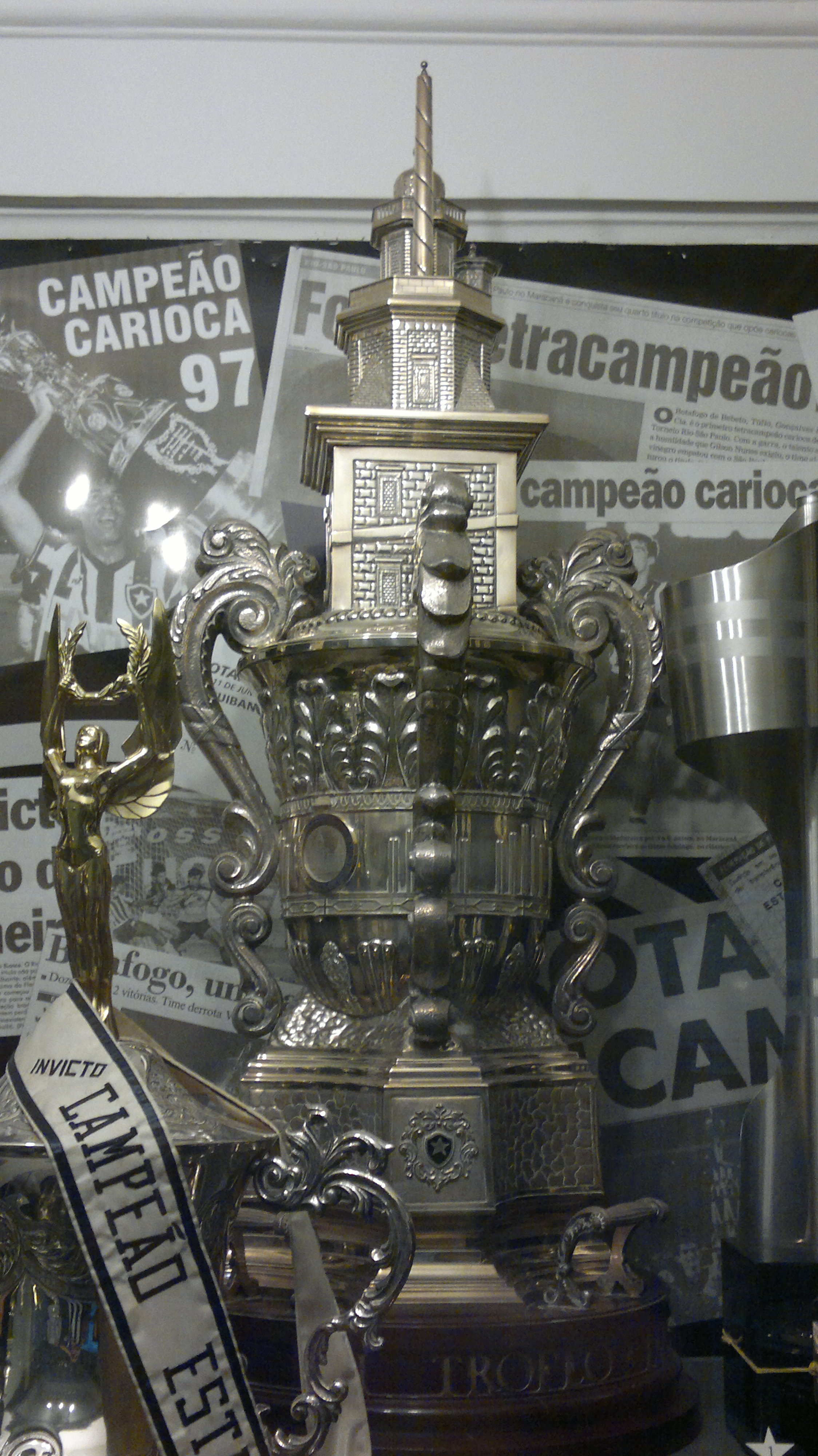

O Troféu Teresa Herrera de 1996 foi a 50ª edição deste torneio.
O anfitrião foi o então campeão do Troféu e Campeão da Copa do Rei na temporada 1994/1995, Real Club Deportivo de La Coruña. O clube espanhol passava por seu auge e contava com o campeão mundial Mauro Silva, o craque iugoslavo Miroslav Đukić e o técnico John Toshack.
Do lado sulamericano, foi convidado o glorioso Botafogo de Futebol e Regatas, campeão brasileiro do ano anterior e que contava ainda com o três vezes artilheiro brasileiro Túlio Maravilha.
E, pelo lado europeu, participaram duas das maiores equipes da história do futebol europeu: o campeão da Liga dos Campeões e Intercontinental de 1995 Ajax, com seus ídolos Patrick Kluivert, Van der Sar, Litmanen e os irmãos Frank e Ronald de Boer além do campeão da Liga dos Campeões, Intercontinental de 1996 e tricampeão italiano Juventus composto pelas estrelas Zidane, Del Piero, Deschamps, Di Livio e Amoruso.

## Participantes
- Informado somente os títulos de 1996 conquistados antes de agosto, mês da disputa do torneio.

| Deportivo | Campeão da Copa do Rei 1994/95 - Anfitrião |
| Botafogo  | Campeão Brasileiro 1995                    |
| Ajax      | Campeão da Copa Intercontinental 1995      |
| Juventus  | Campeão da Liga dos Campeões de 1996       |

## Esquema
|  | Semifinais | Semifinais |       |      | Final          | Final |  |
|  |            |            |       |      |                |       |  |
|  |            |            |       |      |                |       |  |
|  | Juventus   | 6          |       |      |                |       |  |
|  | Ajax       | 0          |       |      |                |       |  |
|  |            |            |       |      |                |       |  |
|  |            |            |       |      |                |       |  |
|  |            |            |       |      | Juventus       | 4 (0) |  |
|  |            | Botafogo   | 4 (3) |      |                |       |  |
|  |            |            |       |      |                |       |  |
|  |            |            |       |      |                |       |  |
|  |            |            |       |      | Terceiro lugar |       |  |
|  |            |            |       |      |                |       |  |
|  | Deportivo  | 1          |       | Ajax | 0              |       |  |
|  | Botafogo   | 2          |       |      | Deportivo      | 2     |  |

### Primeira Fase/Semifinais
-->

### Semifinal 1
| 8 de Agosto de 1996 | Juventus                                                               | 6 – 0 | Ajax | Estádio Riazor |
|                     | Padovano 18', 22'(P), 60' · Del Piero 61' · Amoruso 81' · Di Livio 90' |       |      |                |

### Semifinal 2
| 8 de agosto de 1996 | Deportivo          | 1 – 2 | Botafogo                           | Estádio Riazor            |
|                     | Beguiristáin 6'(P) |       | Bentinho 39' · Túlio Maravilha 42' | Árbitro: Juan Brito Arceo |

### Disputa 3º e 4º Lugar
| 10 de agosto de 1996 | Deportivo              | 2 – 0 | Ajax | Estádio Riazor  |
|                      | Naybet 44' · Madar 80' |       |      | Público: 10 000 |

### Final
| 10 de Agosto de 1996 | Botafogo                                                                                                | 4 – 4 | Juventus                                             | Estádio Riazor                                                                                    |
|                      | Túlio Maravilha 49' · França 75' · Ferrara 110' · Túlio Maravilha 119' (Pênaltis:Botafogo 3-0 Juventus) |       | Vieri 23' · Amoruso 73' · Amoruso 93' · Amoruso 115' | Público: 10 000 Árbitro: Antonio Jesús López Nieto Auxiliares: Giráldez Carrasco e Chirino Rivera |

## Premiação
| Troféu Teresa Herrera 1996                        |
| ------------------------------------------------- |
|                                                   |
| Botafogo de Futebol e Regatas Campeão (1º título) |

## Artilharia
| Gols | Nome            | Time      |
| 4    | Amoruso         | Juventus  |
| 4    | Túlio Maravilha | Botafogo  |
| 3    | Padovano        | Juventus  |
| 1    | Beguiristáin    | Deportivo |
| 1    | Del Piero       | Juventus  |
| 1    | Di Livio        | Juventus  |
| 1    | França          | Botafogo  |
| 1    | Madar           | Deportivo |
| 1    | Naybet          | Deportivo |